# کریستی هینز
کریستی هینز (به انگلیسی: Kristy Hinze) (زاده ۱۶ اکتبر ۱۹۷۹) مدل و بازیگر استرالیایی است.